# Jean-Claude Aubriet
Jean-Claude Aubriet (ur. 4 kwietnia 1933 roku) – francuski kierowca wyścigowy.

## Kariera
Aubriet rozpoczął karierę w międzynarodowych wyścigach samochodowych w 1970 roku od startu w klasie GT +5.0 24-godzinnego wyścigu Le Mans, którego jednak nie ukończył. Rok później uplasował się na dziewiątej pozycji w klasie GT +2.0, a w klasyfikacji generalnej był ósmy. W 1974 odniósł zwycięstwo w klasie T. W kolejnych dwóch sezonach startów nie osiągał mety.